# Videogiochi per Game Gear
La seguente lista elenca i videogiochi del SEGA Game Gear.

## A
- Aerial Assault
- Aladdin
- Alien³
- Alien Syndrome
- Arcade Classics
- Arch Rivals
- Asterix and the Great Rescue
- Asterix and the Secret Mission
- Ax Battler

## B
- Baku Baku Animal
- Bonkers Wax Up!
- Batman Returns
- Batter Up
- Battletoads
- Bram Stoker's Dracula
- Bugs Bunny in Double Trouble

## C
- Castle of Illusion Starring Mickey Mouse
- Chase H.Q.
- Cheese Cat-Astrophe starring Speedy Gonzales
- Choplifter 3
- Chuck Rock
- Chuck Rock II: Son of Chuck
- Columns
- Cool Spot
- Crystal Warriors
- Cutthroat Island

## D
- Duffy Duck in Hollywood
- Dark Fantasy
- Deep Duck Trouble Starring Donald Duck
- Defenders of Oasis
- Desert Speedtrap
- Devilish
- Donald Duck the Lucky Dime Caper
- Double Dragon
- Dragon Crystal
- Dynamite Düx

## E
- Earthworm Jim
- Ecco the Dolphin
- Ecco the Dolphin 2

## F
- Factory Panic
- Fatal Fury Special

## G
- G-LOC: Air Battle
- Galaga '91
- Garfield
- Gunstar Heroes

## H
- Halley Wars

## J
- Jeopardy
- Il libro della giungla
- Jurassic Park

## L
- Lemmings
- The Lion King
- Lillehammer '94

## M
- Madden NFL 95
- Madden NFL 96
- Mappy
- Marble Madness
- Monster Truck Wars
- Mortal Kombat
- Mortal Kombat II
- Mortal Kombat 3
- Ms. Pac-Man

## N
- NFL Quarterback Club 96

## P
- Pac-Man
- Power Rangers
- Psychic World

## R
- Ren and Stimpy: Quest for the Shaven Yak
- Revenge of Drancon
- Road Rash

## S
- Shining Force II: Sword of Haya
- Shinobi
- Shinobi 2
- Sonic Blast
- Sonic Chaos
- Sonic Spinball
- Sonic the Hedgehog
- Sonic the Hedgehog 2
- Sonic the Hedgehog Triple Trouble
- Space Harrier
- Star Wars
- Streets of Rage
- Super Battletank
- Super Columns
- Super Monaco GP

## T
- Taz-Mania
- The Simpsons: Bart vs. the Space Mutants
- Tails Adventure

## W
- Wheel of Fortune
- Woody Pop
- Wimbledon
- World Cup USA '94

## X
- X-Men

## Z
- Zool